# Vincenzo Monaldi
Vincenzo Monaldi (Monte Vidon Combatte, 16 aprile 1899 – Napoli, 7 novembre 1969) è stato un politico e medico italiano specializzato nelle malattie dell'apparato respiratorio.

## Biografia
Nato nel 1899 in Monte Vidon Combatte, visse l'infanzia con la famiglia a Grottazzolina dove non appena ventenne fu eletto sindaco. Il più giovane sindaco dell'Italia dell'epoca.

### Tisiologo
Dopo aver preso parte, giovane studente, alla prima guerra mondiale (ricevette anche una croce di guerra), conseguì nel 1925 la laurea in medicina dedicandosi immediatamente dopo alla ricerca nel campo della tubercolosi e delle malattie dell'apparato respiratorio.
A soli 34 anni scrisse un trattato sulla fisiopatologia della tubercolosi polmonare che ebbe una larga diffusione e nel 1940 anche una traduzione in spagnolo.
Dal 1946 al 1954 diresse a Napoli l'Istituto Sanatoriale Principe del Piemonte (l'attuale Ospedale Monaldi) e fondò la rivista Archivio di tisiologia sostenendo la supremazia del vaccino antitubercolare francese BCG rispetto all'omologo vaccino italiano VDS.,
Mise a punto una tecnica di drenaggio dello pneumotorace che ancora oggi è conosciuta sotto il nome di "Monaldi-Drainage" nei paesi di lingua tedesca,.
Divenne professore alla facoltà di Medicina e Chirurgia dell'Università di Napoli 
e ricevette apprezzamenti anche fuori Italia (fu nominato membro della Reale Società di Medicina di Londra e di varie Accademie di medicina in Italia ed in Germania). 

### Ministro della sanità
Affiancò alla ricerca medica anche l'attività politica arrivando alla carica di Ministro della sanità durante il Governo Fanfani II del 1958. È stato pertanto il primo Ministro della sanità dall'istituzione del relativo Ministero nel 1958.,  fino ad allora prima esisteva l'ACIS (Alto Commissariato per l'Igiene e la Sanità pubblica)
Morì a Napoli nel 1969. In suo onore, l'Istituto Sanatoriale Principe del Piemonte fu rinominato Ospedale Monaldi.
A lui è intitolato l'ospedale di alta rilevanza nazionale, Vincenzo Monaldi, facente parte dall'azienda ospedaliera dei Colli a Napoli.

## Onorificenze
Dal sito del Comune di nascita 
si ricordano alcune altre onorificenze, tra le quali:
- Commendatore della Corona d’Italia;
- Commendatore dell’Ordine Equestre di S. Gregorio Magno;
- Commendatore de la Santé publique (Francia)